# Марулк
Марулк — газоконденсатное месторождение находится на территории континентального шельфа Норвегии. Открыто в 1992 году.
Газоносность связана с отложениями мелового возраста. Первоначально запасы месторождения оценивались приблизительно в 71 млн барр, однако, по уточнённым на момент начала добычи данным они составляют порядка 74,7 млн барр н. э. Месторождение Марулк расположено на расстоянии примерно 80 км от берега на глубине 370 м.
Разрешение на разработку месторождение было дано Правительством Норвегии в 2010 году, а эксплуатация месторождения началась весной 2012. Оценочная стоимость проекта в 2010 году составляла 649 миллионов долларов.
Добыча газа ведётся по двум скважинам по технологии подводного закачивания, откуда подаётся на расположенную в 25 км к северо-востоку от месторождения плавучую платформу добычи, хранения и выгрузки нефтяного месторождения Нурне.
Плановые объемы добычи газа по состоянию на 2012 год составляли 20 тысяч барр.н. э. в сутки. Газ, добываемый на месторождении, транспортируется по трубопроводу в Норвегию для его дальнейшей поставки в Великобританию и страны Евросоюза.
Партнерами по освоению месторождения Марулк являются: Eni (20 %), Dong Energy (30 %) и Statoil (50 %).